# الغزوات التركمانية لجورجيا
الغزوات التركمانية لجورجيا (بالجورجية: თურქომანთა შემოსევები საქართველოში) أو الحروب الجورجية التركمانية، تشير إلى غزوات قبائل تركمانية مسلمة عديدة على أراضي مملكة جورجيا خلال القرن الخامس عشر.